# Château de Kawagoe
Le château de Kawagoe (川越城, Kawagoe-jō) est un château de plaine situé dans la ville de Kawagoe, préfecture de Saitama au Japon. C'est le plus proche château de Tokyo encore accessible aux visiteurs puisque le château d'Edo est à présent le palais impérial japonais et n'est pratiquement pas ouvert au tourisme.

## Histoire
Avec d'autres châteaux de la région, Kawagoe est le témoin d'importants faits historiques aux XVe et XVIe siècles, comme le clan Go-Hōjō et deux branches du clan Uesugi luttent pour prendre le contrôle de la région de Kantō. Dans les années 1450, le château de  Kawagoe est tenu par la branche Yamanouchi des Uesugi. La branche Ogigayatsu contrôle le proche château de Shirai dans la province de Shimōsa et le château nouvellement construit d'Edo qui augmente significativement leur avantage tactique par rapport à leurs cousins Yamanouchi.
Des années plus tard, quand le clan Hōjō cherche à prendre le contrôle du Kantō, Kawagoe sert comme importante base d'opérations. Hōjō Ujitsuna s'en empare dans les années 1520 puis se saisit du château d'Edo à la suite du siège de 1524. Pendant à peu près vingt ans après cela, les Uesugi essayent à plusieurs reprises de reconquérir la région. À la bataille de Kawagoe en 1545, la garnison Hōjō du château de Kawagoe empêche la tenue d'un siège du château d'Edo. Cette victoire entraîne la fin de la prééminence Uesugi dans la région et la destruction presque totale de ce clan.
Les Hōjō ayant sécurisé eux-mêmes la région, Kawagoe sert quarante-cinq ans encore de forteresse satellite protégeant Edo et le château d'Owara, le château central du clan. Kawagoe commande la route de la province d'Echigo vers l'ouest et sa situation sur la Sumida-gawa et près de la rivière Edo sont des éléments importants de la signification tactique que revêt le château du point de vue de la défense des Kantō contre des attaques venues du nord.
Depuis la chute du Hōjō jusqu'à la fin de la période Edo, le château est le quartier général du domaine de Kawagoe.
En 1870 commence le démantèlement du château dont certains bâtiments sont déplacés à Kawagoe et dans d'autres villes voisines.
Il ne reste aujourd'hui sur le site original qu'un yagura (poivrière) et la grande salle (本丸御殿, honmaru Goten). En 1967, le gouvernement préfectoral de Saitama le désigne comme « importante propriété culturelle ». La salle de l'assemblée Karō (家老詰所, Karō Tsumesho) est relogée dans l'enceinte du château mais pas tout à fait sur le site original. Elle est aussi désignée comme « importante propriété culturelle » en 1991.

### Sources
- (en) Morton S. Schmorleitz, Castles in Japan, Tokyo, Charles E. Tuttle Co., 1974 (ISBN 978-0-8048-1102-6).
- George Sansom, A History of Japan: 1334-1615, Stanford, California, Stanford University Press, 1961.